# Without You (Badfinger)
«Without You» (укр. «Без тебе») — пісня, що створено музикантами Пітом Хемом та Томом Евансом з рок-групи Badfinger зі Сполученого Королівства Великої Британії. Її уперше випущено у складі студійного альбому No Dice 1970 року. За інформацією Американського товариства композиторів, авторів і видавців, існує понад 180 кавер-версій пісні, що багато разів з'являлися в національному хіт-параді США Billboard Hot 100, інколи, на його провідних місцях. А переспіви Гаррі Нільссона (1971) та Мераї Кері (1994) стали міжнародними хітами. Версію Нільссона було включено до 500 найкращих пісень усіх часів за версією Rolling Stone у 2021 році .  Пол Маккартніодного разу описав її як «вбивчу пісню усіх часів». 
У 1972 році письменники Хем і Еванс отримали премію Британської академії Айвора Новелло за "Найкращу пісню з музичним та текстовим вмістом". 